# Mescalero (Nowy Meksyk)
Mescalero – jednostka osadnicza w Stanach Zjednoczonych, w stanie Nowy Meksyk, w hrabstwie Otero.